# Левицкий, Вячеслав Александрович
Вячеслав Александрович Левицкий (4 (16) февраля 1867 года — 6 августа 1936 года) — русский врач-гигиенист, профессор, Заслуженный деятель науки РСФСР (1936).

## Биография
Родился в семье учителя Александра Константиновича Левицкого и дочери чиновника Елены Дмитриевны Посполитаки (Левицкой).
В 1890 году окончил медицинский факультет Московского университета и поступил на должность заведующего Васильевской лечебницей Богородского Земства Московской губернии. 
В 1892 перешёл на работу в Бронницкое земство в качестве заведующего Золотовской лечебницей. В 1894 пишет работу «Об антигигиеничности некоторых наказаний, практикуемых в сельских школах».
В 1896 избран Московским Губернским Санитарным Советом на должность санитарного врача Московского Губернского земства по Подольскому уезду. Публикует доклад «Положения об устройстве и содержании промышленных заведений и о надзоре за производством в них работ». 
В 1897 году публикует работу, посвященную школьной гигиене.
В 1900 знакомится с проживавшей в то время в Подольске семьей Ульяновых и В.И. Лениным, участвует в издании и распространении газеты «Искра». Пишет статью  «Пробуждение кирпичников», опубликованную в № 1 «Искры» за 1900.
В 1901 году выходит доклад В. А. Левицкого — санитарно-статистическое исследование о физическом состоянии населения Подольского уезда. Доклад был издан как сборник статистических сведений по Московской губернии в 1901 году, в нём был показан социальный характер профессиональных заболеваний. В работе «Санитарные условия труда шляпного промысла» он вскрыл причины физического вырождения кустарей, занятых изготовлением фетра с применением азотнокислой ртути.
С начала XX века В. А. Левицкий занимается поиском технологии, исключающей применение ртути в производстве фетра, с этой целью он в 1902 году был командирован в Германию и Францию. Безвредный способ обработки кроличьего пуха в шляпном производстве — без применения ртути — был предложен им в 1908 году, хоть внедрение его и сопровождалось сопротивлением фабрикантов из-за удорожания производства.
В 1908 году переходит на работу в Московский уезд, где занимается фабрично-санитарным надзором. К этому периоду относится ряд работ по вопросам профессиональной гигиены. В их числе статья «Из области коллизий между общественной гигиеной и капиталом» в журнале «Общество русских врачей» (№ 2, 1908).
В 1910 делает доклад об обобщающем опыте применения полей орошения в Московской губернии на юбилейном (25 лет) съезде врачебно-санитарной организации в Московской губернии. К 1912 году относится работа В. А. Левицкого «Эпидемиологические особенности скарлатины».
В 1914 году приглашен на должность заведующего Санитарным бюро Московского Губернского Земства. Начинает исследования причин массовых отравлений на резиновом производстве. В том же 1914 году после начала I Мировой войны как заведующий врачебно-санитарным делом Московской губернии отвечает за организацию сети госпиталей для раненых. Встает во главе эвакуационной работы и руководит организацией и распределением раненых на территории ряда центральных губерний. Организует санитарно-курортную комиссию, работающую на средства Земского и Городского Союзов, главным образом, на территории Кавказа и Крыма. Комиссия продолжала функционировать и в течение двух лет после октября 1917 года в системе советских учреждений. 
В 1915 году руководит работой губернской санитарной комиссии во время эпидемии холеры.
В конце 1917 года со всей возглавляемой им санитарно-врачебной организацией бывшего Московского Губернского Земства переходит в Московский Губисполком на должность заведующего Санитарного Бюро Московского Губисполкома. Состоит постоянным консультантом по вопросам фабричной гигиены при Отделе Охраны Труда Наркомата Труда и возглавляет Комиссию Московского отдела Труда по рассмотрению планов вновь возникавших фабрик и заводов. Организует на базе Московского отдела Труда обучение санитарных врачей и в течение многих лет консультирует в Московском отделе Труда.
В 1919 году после слияния губернских учреждений с городскими становится консультантом при городском отделе здравоохранения Москвы. К этому периоду относится его работа по реорганизации лечебного отдела в Москве на основе диспансерного принципа и составление главы «Врачебно-санитарная организация будущей Москвы» для подготовленной в то время к изданию книги «Новая Москва».
Московскую квартиру В. А. Левицкого в 7-м Ростовском переулке неоднократно посещал В. И. Ленин.
В 1919—1920 В. А. Левицкий начинает исследование причин утомляемости. 
С 1921 года переходит на чисто научную работу, заняв должность заместителя директора Санитарно Гигиенического Института Наркомата Здравоохранения (НКЗ), и организует в нем профгигиенический отдел. Работает в области изучения роли эмоций в этиологии утомления, в 1922 году публикует работу «Умственный труд и утомляемость».
В 1923 году создан журнал «Гигиена труда», одним из редакторов которого становится В. А. Левицкий.
В 1925 году В. А. Левицкий становится заместителем директора Института Охраны Труда НКТ, НКЗ и ВСНХ, организованного на базе профгигиенического отдела Санитарно Гигиенического Института НКЗ.
В 1925—1927 — директор Института Охраны Труда НКТ, НКЗ и ВСНХ. В 1928 по предложению наркома Здравоохранения Н. А. Семашко организует Центральный Институт НКЗ по изучению профболезней. 
В 1928—1931 является директором Центрального института НКЗ по изучению профболезней. Читает лекции по профгигиене на курсах усовершенствования врачей. 
В 1931—1933 состоит консультантом в том же институте, преобразованном в Институт Гигиены Труда и Промсанитарии. 
В 1933 году по предложению НКЗ организует в Институте Гигиены Труда и Промсанитарии Проблемную Лабораторию для разработки выдвинутой им проблемы лучистой и конвекционной теплоты.
Умер 6 августа 1936 года в санатории Гаспры (Крым). Похоронен на Новодевичьем кладбище.

## Опубликованные работы В. А. Левицкого
- Положения об устройстве и содержании промышленных заведений и о надзоре за производством в них работ: доклад комиссии санитарных врачей. М., 1896. 21 с.;
- К вопросу о физическом состоянии населения Подольского уезда. [М.], 1901. IV, 120 с.;
- Общественная санитария и интересы промышленников. // «Общественный врач», № 6, 1913;
- Эпидемиологические особенности скарлатины. М., 1912. 65 с.;
- Умственный труд и утомляемость. М., 1922;
- Проблема утомляемости. М., 1926;
- История борьбы за оздоровление шляпного производства.// «Гигиена труда и техника безопасности». М., 1935. N 2;
- Гигиена труда в производстве радия: под ред. В. А. Левицкого и А. А. Летавет. М.-Л., 1935;
- Гигиена труда: учебник под ред. профессора В. А. Левицкого и А. А. Летавет. М.-Л., 1936.